# Dokter Pulder zaait papavers
Dokter Pulder zaait papavers is een Nederlandse film uit 1975. Het was Bert Haanstra's eerste fictiefilm in kleur, gebaseerd op het boek De nagel achter het behang van Anton Koolhaas. De internationale titel is When the Poppies Bloom Again.
De film deed mee in de competitie van het filmfestival van Berlijn, maar won geen prijzen. De film trok circa 280.000 bezoekers in Nederland.

## Verhaal
Kees Pulder, huisarts in een plattelandsdorp, krijgt onverwacht bezoek van een oude studievriend, de bekende neurochirurg Hans van Inge Liedaerd. Tijdens een etentje en de daaropvolgende slemppartij halen zij herinneringen op: Van Inge Liedaerd roemt Pulder als een gevat en populair student, maar deze herinnert zich hier niets van.
Van Inge Liedaerd blijft logeren, maar de volgende ochtend blijkt hij te zijn vertrokken, met medeneming van Pulders morfinevoorraad. Hans van Inge Liedaerd, nu ontmaskerd als drugsverslaafde, sterft niet veel later aan een overdosis.
Pulder neemt Van Inge Liedaerd echter niets kwalijk, integendeel: hij beseft dat hij al jaren een ingeslapen bestaan leidt, en dat Hans hem de ogen heeft geopend. Tijdens de begrafenis ontmoet Pulder, nu helemaal in de ban van Hans, de minnares van Hans, de aan alcohol verslaafde mevrouw Mies, en spreekt met haar af om over Hans te praten. Na de begrafenis spreekt Pulder tevens met de echtgenote van Hans. Zij blijkt echter alleen maar slechte herinneringen aan haar huwelijk te hebben, en wenst geen verder contact.
Na een moeizaam eerste bezoek begint Pulder, die nu zo veel mogelijk van Hans wil weten, steeds vaker bij mevrouw Mies langs te gaan. Deze avonden monden steevast uit in flinke slemppartijen, waardoor Pulder zijn gezin en zijn praktijk steeds meer begint te verwaarlozen.
Op een gegeven moment vertelt Mies dat zij en Hans, na de zoveelste mislukte afkickpoging, hadden besloten om samen zelfmoord te plegen; met behulp van een uit papaver bereide drank zouden zij zachtjes in kunnen slapen. Hans overleed echter voordat zij de papaverzaadjes konden planten. Pulder biedt haar vervolgens aan om dit samen alsnog te doen, als eerbetoon aan Hans.
Diezelfde avond rijdt een stomdronken Pulder op weg naar huis een fietser aan en belandt in de gevangenis. Direct na zijn vrijlating gaat hij weer naar mevrouw Mies, maar hij treft haar huis verlaten aan. Van de dorpspoelier hoort hij dat zij door vergiftiging is omgekomen. In haar tuin vindt Pulder tussen weelderig bloeiende klaprozen een briefje van Mies, waarin zij hem aanraadt om terug te gaan naar zijn gezin. Hij moet Hans en haar maar vergeten; haar niet helemaal.

## Rolverdeling
| Acteur             | Personage                               |
| ------------------ | --------------------------------------- |
| Kees Brusse        | Dokter Kees Pulder                      |
| Ton Lensink        | Professor Doctor Hans van Inge Liedaerd |
| Henny Orri         | Lieske Pulder                           |
| Dora van der Groen | Mevrouw Mies                            |
| Karin Loeb         | Kitty van Inge Liedaerd                 |
| Manon Alving       | Mathilde van Inge Liedaerd              |
| Peter Römer        | Kamiel Pulder                           |
| Sacco van der Made | poelier Pronk                           |

## Locaties
Voor de film werden opnamen gemaakt in Blokzijl, Bussum en het Kurhaus in Scheveningen.